# Leuleu Ituvo
Leuleu Ituvo är en kulle i Indonesien.   Den ligger i provinsen Aceh, i den västra delen av landet, 1 600 km nordväst om huvudstaden Jakarta. Toppen på Leuleu Ituvo är 167 meter över havet. Leuleu Ituvo ligger på ön Pulau Simeulue.
Terrängen runt Leuleu Ituvo är varierad.Runt Leuleu Ituvo är det glesbefolkat, med 18 invånare per kvadratkilometer. I omgivningarna runt Leuleu Ituvo växer i huvudsak städsegrön lövskog.